# Кузьминское (сельское поселение Спасское)
Кузьминское — деревня в Волоколамском районе Московской области России, входит в состав сельского поселения Спасское. Население — 0 чел. (2010).

## География
Деревня Кузьминское расположена на западе Московской области, в южной части Волоколамского района, неподалёку от автодороги Р108 (Суворово — Руза), примерно в 11 км к югу от города Волоколамска, на берегу впадающей в Рузское водохранилище реки Волошни.
В деревне одна улица — Лесная, приписано одно садоводческое товарищество. Ближайшие населённые пункты — деревни Чертаново, Коняшино и село Спасс.

## Население
| 1859 | 1890 | 1899 | 1926 | 2002 | 2006 | 2010 |
| ---- | ---- | ---- | ---- | ---- | ---- | ---- |
| 367  | ↘311 | ↘173 | ↗297 | ↘7   | ↘2   | ↘0   |

## История
В «Списке населённых мест» 1862 года Кузминское (Кузминки) — казённая деревня 1-го стана Рузского уезда Московской губернии на дороге из города Рузы в город Волоколамск, в 30 верстах от уездного города, при безымянной речке, с 46 дворами и 367 жителями (174 мужчины, 193 женщины).
По данным на 1890 год — деревня Судниковской волости Рузского уезда с 311 душами населения.
В 1913 году — 67 дворов, земское училище.
В 1919 году включена в состав Осташёвской волости Волоколамского уезда.
По материалам Всесоюзной переписи населения 1926 года — центр Кузьминского сельсовета Осташёвской волости Волоколамского уезда в 8,5 км от Осташёвского шоссе и 16 км от станции Волоколамск Балтийской железной дороги. Проживало 297 жителей (111 мужчин, 186 женщин), насчитывалось 70 хозяйств, среди которых 69 крестьянских, имелась школа.
С 1929 года — населённый пункт в составе Волоколамского района Московского округа Московской области. Постановлением ЦИК и СНК от 23 июля 1930 года округа как административно-территориальные единицы были ликвидированы.
1929—1939 гг. — центр Кузьминского сельсовета Волоколамского района.
1939—1951 гг. — центр Кузьминского сельсовета Осташёвского района.
1951—1957 гг. — деревня Спасского сельсовета Осташёвского района.
1957—1963, 1965—1994 гг. — деревня Спасского сельсовета Волоколамского района.
1963—1965 гг. — деревня Спасского сельсовета Волоколамского укрупнённого сельского района.
1994—2006 гг. — деревня Спасского сельского округа Волоколамского района.
С 2006 года — деревня сельского поселения Спасское Волоколамского муниципального района Московской области.